# Ruta Estatal de California 103
La Ruta Estatal 103, parte de la Terminal Island Freeway, es una corta autovía estatal en Los Ángeles y Long Beach. La carretera empieza dividiéndose desde la Ruta Estatal 47 al noreste hacia una carretera de intercambio de trébol con la Ruta Estatal 1. Más allá de la SR 1, la ciudad es propiedad de la Ciudad de Long Beach en su extremo final en la Calle Willow. Al sur del extremo de la SR 103, la Terminal Island Freeway pasa al sur junto con la SR 47 sobre el Puente Commodore Schuyler F. Heim hasta su extremo final en Ocean Boulevard en Terminal Island, en el antiguo Long Beach Naval Shipyard. Finalmente la SR 47 gira al oeste en la Interestatal 110.
La autovía no está conectada directamente con otras autovías. La carretera es muy utilizada por camiones que transportan carga hacia y desde el Puerto de Los Ángeles y Puerto de Long Beach. Debido a su aislamiento de las zonas residenciales y comerciales, la autopista es utilizada con frecuencia usada para escenas de autopistas en película. Terminator 2: Judgment Day y Mr. & Mrs. Smith fueron una de las películas filmadas aquí.
Esta ruta es parte del Sistema de Autovías y Vías Expresas de California.

## Historia
Antes de 1969, la Ruta 103, ahora conocida como la Ruta Estatal 15 y la Interestatal 15 desde la Interestatal 5 hacia la Ruta Estatal 163 en San Diego. (la I-15 fue la U.S. Route 395, y fue usada como la SR 163, hasta 1969.)
Toda la Terminal Island Freeway fue una vez parte de la Ruta Estatal 47, y continuaba hacia la Interestatal 10 cerca del Centro de Los Ángeles. La SR 47 fue redefinida en 1983 para dividir la autovía al norte del Puente Schuyler Heim, y parte de la SR 47 hacia Willow Street se convirtió en la SR 103. La parte norte de la SR 1 se le quitó las asignaciones que tenía, como el nombre de la Ruta Estatal 103U o State Route 103U - U por la palabra inglés unrelinquished (reabdicar) - antes de ser comercializada el 25 de agosto de 2000 con la ciudad de Long Beach por la Interestatal 710 de la SR 1 al sur de Ocean Boulevard.

## Lista de salidas
Nota: A excepción de los letreros con prefijos de una letra, los postes de mileajes fueron medidos en 1964, basados en la alineación que existía en ese tiempo, y no necesariamente reflejan el actual mileaje. Los nUmeros se inician en las fronteras de los condados; el inicio y los postes de los mileajes en los extremos en cada condado son dado en la columna de condado.
| Condado                     | Ubicación    | Mileaje                   | #                                           | Destinos                                                                | Notas                                       |                                           |
| --------------------------- | ------------ | ------------------------- | ------------------------------------------- | ----------------------------------------------------------------------- | ------------------------------------------- | ----------------------------------------- |
| Los Ángeles LA 47 3.50-1.59 | Long Beach   | 47 3.50                   |                                             | Berth T136 Gate 2                                                       | Continuación más allá de la SR 47           |                                           |
| Los Ángeles LA 47 3.50-1.59 | Long Beach   | 47 3.50                   |                                             | I 710 norte SR 47 sur – Downtown Long Beach, Muelles B-J y T, San Pedro | Extremo sur de la SR 47 overlap             |                                           |
| Los Ángeles LA 47 3.50-1.59 | Long Beach   | Extremo sur de la Autovía |                                             |                                                                         |                                             |                                           |
| Los Ángeles LA 47 3.50-1.59 | Long Beach   | 47 3.58                   | 4                                           | New Dock Street                                                         | Entrada sur y salida norte                  |                                           |
| Los Ángeles LA 47 3.50-1.59 | Long Beach   | 47 3.88                   | Schuyler Heim Bridge sobre Cerritos Channel | Schuyler Heim Bridge sobre Cerritos Channel                             | Schuyler Heim Bridge sobre Cerritos Channel |                                           |
| Los Ángeles LA 47 3.50-1.59 | Los Ángeles  | 47 3.88                   | Schuyler Heim Bridge sobre Cerritos Channel | Schuyler Heim Bridge sobre Cerritos Channel                             | Schuyler Heim Bridge sobre Cerritos Channel |                                           |
| Los Ángeles LA 47 3.50-1.59 | 47 4.57 0.00 |                           | Anaheim Street (SR 47 norte)                | Extremo norte de la SR 47 overlap; salida norte y entrada sur           |                                             |                                           |
| Los Ángeles LA 47 3.50-1.59 | 0.90         |                           | Anaheim Street                              | Sin salida norte                                                        |                                             |                                           |
| Los Ángeles LA 47 3.50-1.59 | Long Beach   | 1.59                      | Mantenimiento estatal en el extremo norte   | Mantenimiento estatal en el extremo norte                               | Mantenimiento estatal en el extremo norte   | Mantenimiento estatal en el extremo norte |
| Los Ángeles LA 47 3.50-1.59 | Long Beach   | 1.59                      |                                             | SR 1 (Pacific Coast Highway) – Long Beach                               |                                             |                                           |
| Los Ángeles LA 47 3.50-1.59 | Long Beach   |                           |                                             | Willow Street – Carson, Long Beach                                      | Intersección a nivel                        |                                           |